# Субботино (Липецкая область)
Субботино — деревня Измалковского района Липецкой области и Измалковского сельсовета.

## География
Деревня Субботино расположена севернее районного центра Измалково и граничит с ним.
Через деревню проходят просёлочные дороги, имеются две улицы — Прудовая и Средняя.

## Население
| 2010 |
| ---- |
| 88   |